# Japan 2019
Japan 2019 ist ein Jazzalbum von Paal Nilssen-Love und Ken Vandermark. Die vom 4. bis 22. Dezember 2019 in Tokyo, Onomichi und Osaka entstandenen Aufnahmen erschienen am 9. Februar 2024 auf PNL Records und Audiographic Records.

## Hintergrund
Das Duo Nilssen-Love/Vandermark arbeitet seit 2002 zusammen und hat viele Tourneen durch Europa, die Vereinigten Staaten, Brasilien und Japan unternommen. Das Album enthält auf sieben CDs Mitschnitte von Konzerten einer Tournee, die der Schlagzeuger Paal Nilssen-Love und der Holzbläser Ken Vandermark 2019 in Japan unternahmen. Die beiden spielten 16 Konzerte; An einigen der Auftritte waren Musiker der japanischen Free-Jazz- und Avantgardeszene – Akira Sakata (Holzblasinstrumente/Gesang), Masahiko Satoh (Piano) und Yūji Takahashi (Piano) – beteiligt. Vandermark hat seine Eindrücke von dieser Tournee im Tagebuch festgehalten; Auszüge daraus wurden im Booklet abgedruckt.

## Titelliste
- Paal Nilssen-Love & Ken Vandermark: Japan 2019 (PNL Records/Audiographic Records)

1. Paal Nilssen-Love / Ken Vandermark – December 4th 2019, Koen-Dori Classics, Tokyo – Part 1 28:06
2. Paal Nilssen-Love / Ken Vandermark – December 4th 2019, Koen-Dori Classics, Tokyo – Part 2 13:28
3. Paal Nilssen-Love / Yuji Takahashi / Ken Vandermark – December 4th 2019, Koen-Dori Classics, Tokyo – Part 1 32:22
4. Paal Nilssen-Love / Yuji Takahashi / Ken Vandermark – December 4th 2019, Koen-Dori Classics, Tokyo – Part 1 09:11
5. Paal Nilssen-Love / Masahiko Satoh / Yuji Takahashi – December 5th 2019, Koen-Dori Classics, Tokyo – Part 1 40:44
6. Paal Nilssen-Love / Masahiko Satoh / Yuji Takahashi / Ken Vandermark – December 5th 2019, Koen-Dori Classics, Tokyo – Part 1 29:20
7. Paal Nilssen-Love / Masahiko Satoh / Yuji Takahashi / Ken Vandermark – December 5th 2019, Koen-Dori Classics, Tokyo – Part 2 19:03
8. Paal Nilssen-Love / Masahiko Satoh / Yuji Takahashi / Ken Vandermark – December 5th 2019, Koen-Dori Classics, Tokyo – Part 3 3:18
9. Paal Nilssen-Love / Masahiko Satoh / Ken Vandermark – December 6th 2019, Koen-Dori Classics, Tokyo – Part 1 23:48
10. Paal Nilssen-Love / Masahiko Satoh / Ken Vandermark – December 6th 2019, Koen-Dori Classics, Tokyo – Part 2 07:44
11. Paal Nilssen-Love / Masahiko Satoh / Ken Vandermark – December 6th 2019, Koen-Dori Classics, Tokyo – Part 3 14:18
12. Paal Nilssen-Love / Akira Sakata / Ken Vandermark – December 17th 2019, Jyosenji Temple, Onomichi – Part 1 10:56
13. Paal Nilssen-Love / Akira Sakata / Ken Vandermark – December 17th 2019, Jyosenji Temple, Onomichi – Part 2 27:24
14. Paal Nilssen-Love / Akira Sakata / Ken Vandermark – December 17th 2019, Jyosenji Temple, Onomichi – Part 3 19:17
15. Paal Nilssen-Love / Akira Sakata / Ken Vandermark – December 17th 2019, Jyosenji Temple, Onomichi – Part 4 08:17
16. Paal Nilssen-Love / Akira Sakata / Ken Vandermark – December 17th 2019, Jyosenji Temple, Onomichi – Part 5 06:43
17. Paal Nilssen-Love / Ken Vandermark – December 22nd 2019, Environment Øg, Osaka – Part 1 17:16
18. Paal Nilssen-Love / Ken Vandermark – December 22nd 2019, Environment Øg, Osaka – Part 2 17:47
19. Paal Nilssen-Love / Ken Vandermark – December 22nd 2019, Environment Øg, Osaka – Part 3 31:27
20. Paal Nilssen-Love / Ken Vandermark – December 22nd 2019, Environment Øg, Osaka – Part 4 04:07

## Rezeption
Frei, ungestüm, hochenergetisch und doch niemals unkontrolliert oder beliebig würden Nilssen-Love und Vandermark Free Jazz vom wirklich Allerfeinsten servieren, schrieb Karsten Zimalla in WestZeit. Wenn sich bei CD2 dann mit Yuji Takahashi eine lebende Japan-Impro-New Music-Legende ans Klavier setzt und mit den beiden Berserkern um die Wette spielt, komme eine neue Dimension hinzu. Die werde auf CD3 nochmal intensiviert wird, denn dort trete mit Masahiko Satoh ein weiterer Grandseigneur des Genres hinzu. Bei anderer Gelegenheit steige der Saxophonist Akira Sakata mit in den Ring. Während der insgesamt gut sechs Stunden Free Jazz, die man hier genießen könne, werde dem Freund solcher Klänge ganz sicher nicht langweilig. Auch nicht in den durchaus vorhandenen, besinnlichen Momenten.